# Graafschap Northeim
Het graafschap Northeim was een middeleeuws graafschap aan de zuidwestelijke uitlopers van het Harzgebergte in Duitsland. De hoofdstad was Northeim.
Omstreeks het jaar 950 trad voor het eerst een adellijk geslacht in Northeim op de voorgrond. Haar macht bereikte met graaf Otto I een eerste hoogtepunt, toen deze van 1061 tot 1070 als Otto II hertog van Beieren werd. Zijn zoon Hendrik de Vette werd markgraaf in Friesland. Hendriks dochter, Richenza van Northeim, werd als echtgenote van Lotharius III Duitse keizerin.
Het bezit van de Northeimers bevond zich aan de bovenloop van de Leine, de Werra, de Wezer, de Diemel, de Nethe en de Beneden-Elbe (Boyneburg). Daarnaast waren de graven van Northeim 'voogden' van de Corvey, Gandersheim, Helmarshausen, de familiekloosters in Northeim, Amelungsborn en Oldisleben.
Dit familiebezit werd na de dood van Richenza (in 1141) en de dood van haar oom Siegfried IV van Boyneburg (in 1144) en die van de vroegere markgraaf van Meissen Herman II van Winzenburg (in 1152) geërfd door Richenzas dochter Gertrude van Saksen, de vrouw van hertog Hendrik de Trotse en moeder van Hendrik de Leeuw. Hiermee kwam het bezit in handen van de Welfen.

## Graven van Northeim
- Siegfried van Northeim, † 1004
- Bernhard van Northeim, † 1040
- Siegfried van Northeim, † 1025
- Otto I van Northeim, † 11 januari 1083, als Otto II. hertog van Beieren 1061-1070
- Hendrik de Vette, begraven 10 april 1101, markgraaf in Friesland 1090, in naam hertog van Beieren
- Otto II, † 1116
- Richenza van Northeim, † 10 juni 1141; ∞ Lotharius III, † 4 december 1137, hertog van Saksen, Duitse koning en keizer

## Genealogie
1. Siegfried I van Northeim, † te 1004
  1. Bernhard van Northeim, te 1040
    1. Otto I van Northeim, † 11 januari 1083, hertog Otto II van Beieren 1061-1070; ∞ Richenza, dochter van hertog Otto II van Zwaben, weduwe van graaf Herman III van Werl
      1. Hendrik de Vette, † 10 april 1101, markgraaf in Friesland 1090, hertog van Beieren in naam; ∞ te 1090 Gertrudis van Brunswijk, † 9 december 1117, Dochter van markgraaf Egbert I van Meißen (Brunonen)
        1. Otto (II), † 1116
        2. Richenza van Northeim, * 1095, † 10 juni 1141; ∞ te 1100 Lothar van Supplinburg, † 4 december 1137, hertog van Saksen, Duitse koning en keizer(Supplinburger)
        3. Geertruid, † 14 mei 1154; ∞ I Siegfried van Ballenstedt, * te 1075, X 9 maart 1113, paltsgraaf bij Rijn 1095 (Askaniers); ∞ II Otto graaf van Rheineck, † 1150

      2. Kuno, † 1103, Graaf van Beichlingen; ∞ Kunigunde van Weimar, dochter van markgraafgraaf Otto I van Meißen, weduwe van vorst Jaropolk van Vladimir en Turow (Rurikiden), in haar derde huwelijk huwde ze Wiprecht van Groitzsch, † 1124 (Graafschap Groitzsch)
        1. Mathilde ∞ Hendrik I van Zutphen
        2. Adele; ∞ Helferich, markgraaf van de Noordmark, † 1118, uit het huis van de graven van Plötzkau
        3. Liutgard, 1117; ∞ graaf Willem I van Luxemburg, † 23 januari 1130/31
        4. Kunigunde; ∞ Wiprecht van Groitzsch de jongere, † 1116 (graafschap Groitzsch)

      3. Siegfried III van Boyneburg † 1123, graaf van Boyneburg (Bomeneburg); ∞ Adelheid van Holstein
        1. Siegfried IV van Boyneburg, † 17 oktober 1144

      4. Ida; ∞ Thimo, graaf van Brehna, † 9 maart te 1091 (Wettiner)
      5. Ethelinde; ∞ gescheiden 1070, Welf IV, † 9 november 1101, hertog van Beieren 1070
      6. Dochter ∞ 1073-76 Koenraad van Werl-Arnsberg, 1077/92

  2. Siegfried II van Northeim, † 1025